# Liste der Erzbischöfe von Capua
Die folgenden Personen waren Bischöfe und Erzbischöfe von Capua (Italien):
- Heiliger Prisco I. 42–66
- Heiliger Sinoto 66–80
- Heiliger Rufo 80–83
- Heiliger Quarto 83–117
- Heiliger Agostino 252–260
- Heiliger Quinto 260–271
- Heiliger Aristeo 300–303
- Proterio 313
- Vincenz 337–365
- Panfilo
- Heiliger Rufino 410–420
- Heiliger Simmaco 422–440
- Heiliger Prisco II. 440–460
- Tribuzio 461–483
- Konstantin 483–499
- Alexander 500–516
- Heiliger Germanus 516–540
- Heiliger Viktor 541–554
- Priscus 555–560
- Heiliger Probino 570–572
- Festus 590–594
- Basilius 595–602
- Gaudioso 649–660
- Heiliger Decoroso 660–689
- Heiliger Vitaliano 700
- Autari
- Ambrogio 740–744
- Theodor
- Kardinal Stephan 786
- Radelpert 835
- Heiliger Paolino 835–843
- Landulf I. 843–879
- Landulf II. 879–882
- Landenulf 879
- Landulf II. 882
- Peter 925
- Sico 942–944
- Adeiperto 944
- Johannes 966–973 (erster Erzbischof)
- Leo 973–977
- Gerbert 977–981
- Atenolf I. 981–990
- Aione 993–993
- Isembardo 993–1007
- Pandolf 1007–1020
- Atenolf II. 1022–1059
- Hildebrand 1059–1073
- Herveus 1073–1088
- Robert 1088–1097
- Sennes 1097–1118
- Otto 1118–1127
- Philipp
- Hugo 1129–1135
- Wilhelm 1135
- Goffredo 1137–1157
- Alfanus 1163–1179
- Matheus 1183–1203
- Rainald I. 1203–1218
- Rainald II. 1218–1222
- Giacomo di Patti 1225
- Jacobus von Amalfi 1227–1243
- Marinus Filomarino 1252–1285
- Cinzio della Pigna 1286–1290
- Salimbene 1291–1295
- Pietro Gerra 1296–1299
- Leonardo Patrasso de Guerrino 1299–1300
- Alberto 1300
- Dorricomino Ingeraimo 1300
- Giovanni di Capua 1300–1304
- Andrea Pandone 1304–1311
- Ingeranno Stella 1312–1333
- Rinardo di Ruggiero 1334–1350
- Vasino Rolando 1350–1351
- Giovanni della Porta 1352–1357
- Albertini 1357–1358
- Reginaldo 1358–1364
- Stefano della Sanità 1364–1380
- Attanasio Vindacio 1382–1406
- Filippo de Barillis 1406–1435
- Niccolò d’Acciapaccio 1436–1447 (Kardinal)
- Giordano Gaetano 1447–1494
- Juan de Borja Llançol de Romaní 1497–1498 (auch Erzbischof von Valencia) (Kardinal)
- Giovanni Lopez 1498–1501 (Kardinal)
- Giovanni Battista Ferrari 1501–1502 (Kardinal)
- Ippolito I. d’Este 1502–1520 (Kardinal) (Administrator)
- Nikolaus von Schönberg, O.P. 1520–1536 (Kardinal)
- Tommaso Caracciolo 1536–1546
- Nicolò Gaetano 1546–1549
- Fabio Arcella 1549–1560
- Niccolò Caetani di Sermoneta 1560–1572 (Kardinal)
- Cesare Costa 1572–1602
- Roberto Francesco Romulo Bellarmino, SJ 1602–1605 (Kardinal)
- Antonio Caetani 1605–1624 (Kardinal)
- Luigi Caetani 1624–1630 (Kardinal)
- Girolamo Costanzo 1630–1633
- Girolamo de Franchis 1635–1635
- Camilo Melzi 1636–1661 (Kardinal)
- Antonio Melzi 1661–1686
- Gaparo Cavalieri 1687–1690 (Kardinal)
- Giacomo Cantelmo 1690–1691 (Kardinal)
- Giuseppe Bologna 1692–1697
- Carlo Loffredo 1697–1701
- Nicolò Caracciolo 1703–1728 (Kardinal)
- Mondilio Orsini 1728–1743
- Giuseppe Maria Ruffo 1744–1754
- Muzio Gaeta 1754–1764
- Michele M. Capece Galeota 1764–1777
- Adelmo Gennaro Pignatelli 1777–1778
- Agostino Gervasio 1792–1806
- Baldassarre Mormile, C.R. 1818–1826
- Francesco Serra Casano 1826–1850 (Kardinal)
- Giuseppe Cosenza 1850–1863 (Kardinal)
- Francesco Saverio Apuzzo 1871–1880 (Kardinal)
- Alfonso Kardinal Capecelatro CO 1880–1912
- Gennaro Cosenza 1913–1930
- Salvatore Beccarini, C.R. 1930–1962
- Tommaso Leonetti 1962–1978
- Luigi Diligenza 1978–1997
- Bruno Schettino 1997–2012
- Salvatore Visco 2013–2023
- Pietro Lagnese seit 2023 (in persona episcopi auch Bischof von Caserta)